# Berlin Kobra

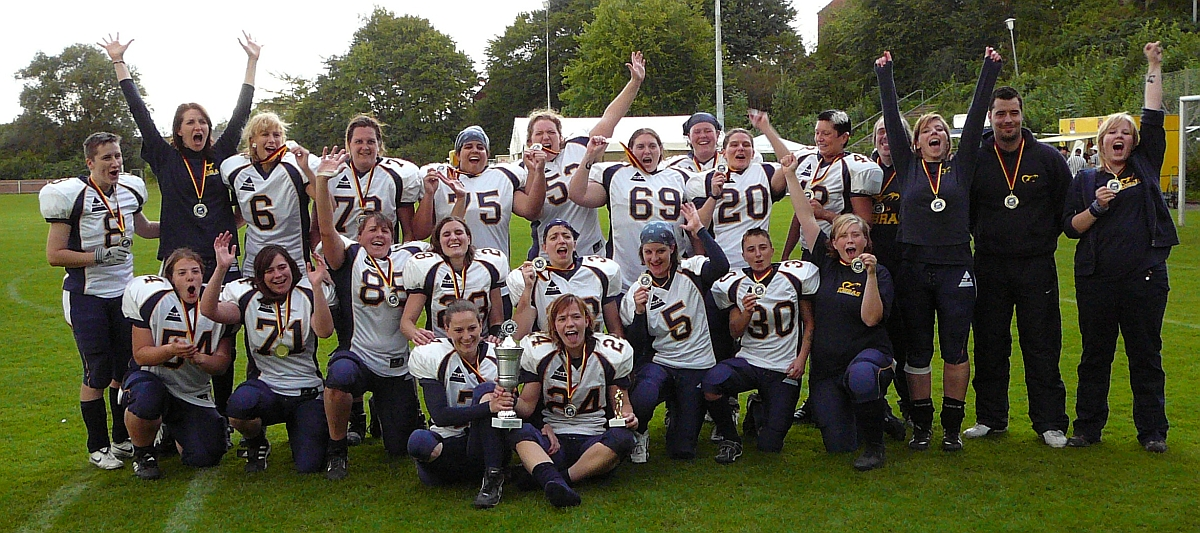
La squadra femminile campione di Germania 2008.

I Berlin Kobra sono una squadra di football americano di Berlino, in Germania. La sezione maschile milita in Landesliga Ost, mentre la sezione femminile partecipa alla Damenbundesliga, campionato che ha vinto 12 volte su 15 partecipazioni (con due finali e una semifinale perse). La squadra fa parte della polisportiva Pro Sport Berlin 24.

## Storia
Fondati nel 1989, nel 2005 hanno aperto una sezione femminile con giocatrici provenienti dalla disciolta squadra femminile dei Berlin Adler.

## Dettaglio stagioni

### Tornei nazionali

#### Campionato

##### Damenbundesliga
| Stagione | regular season | regular season | regular season | regular season | regular season | regular season | playoff | playoff | playoff | playoff | playoff | playoff     | playoff                     |
|          | Vin            | Par            | Per            | Tot            | PF             | PS             | Vin     | Per     | Tot     | PF      | PS      | risultato   | avversaria                  |
| -------- | -------------- | -------------- | -------------- | -------------- | -------------- | -------------- | ------- | ------- | ------- | ------- | ------- | ----------- | --------------------------- |
| 2005     | 2              | 0              | 3              | 5              | 53             | 74             | 0       | 1       | 1       | 29      | 43      | Semifinale  | Hamburg Amazons             |
| 2006     | 8              | 0              | 0              | 8              | 418            | 40             | 1       | 1       | 2       | 62      | 53      | Finale      | Munich Cowboys Ladies       |
| 2007     | 6              | 0              | 0              | 6              | 266            | 0              | 2       | 0       | 2       | 117     | 18      | Campionesse | Nürnberg Hurricanes         |
| 2008     | 5              | 0              | 1              | 6              | 173            | 122            | 2       | 0       | 2       | 53      | 44      | Campionesse | Nürnberg Hurricanes         |
| 2009     | 6              | 0              | 0              | 6              | 267            | 18             | 2       | 0       | 2       | 87      | 32      | Campionesse | Nürnberg Hurricanes         |
| 2010     | 6              | 0              | 0              | 6              | 260            | 76             | 2       | 0       | 2       | 62      | 42      | Campionesse | Düsseldorf Blades           |
| 2011     | 4              | 0              | 0              | 4              | 158            | 59             | 2       | 0       | 2       | 92      | 41      | Campionesse | Düsseldorf Blades           |
| 2012     | 6              | 1              | 1              | 8              | 434            | 50             | 2       | 0       | 2       | 102     | 42      | Campionesse | Düsseldorf Blades           |
| 2013     | 6              | 0              | 0              | 6              | 318            | 26             | 2       | 0       | 2       | 44      | 36      | Campionesse | Crailsheim Hurricanes       |
| 2014     | 3              | 0              | 1              | 4              | 190            | 62             | 1       | 1       | 2       | 60      | 52      | Finale      | Mülheim Shamrocks           |
| 2015     | 5              | 0              | 1              | 6              | 210            | 45             | 2       | 0       | 2       | 93      | 32      | Campionesse | Mülheim Shamrocks           |
| 2016     | 6              | 0              | 0              | 6              | 298            | 43             | 2       | 0       | 2       | 74      | 34      | Campionesse | Mainz Golden Eagles         |
| 2017     | 3              | 0              | 1              | 4              | 150            | 52             | 2       | 0       | 2       | 50      | 32      | Campionesse | Mainz Golden Eagles         |
| 2018     | 4              | 0              | 0              | 4              | 123            | 16             | 2       | 0       | 2       | 53      | 20      | Campionesse | Munich Cowboys Ladies       |
| 2019     | 8              | 0              | 0              | 8              | 349            | 93             | 2       | 0       | 2       | 45      | 34      | Campionesse | Stuttgart Scorpions Sisters |
| Totale   | 78             | 1              | 8              | 87             | 3667           | 776            | 26      | 3       | 29      | 1023    | 555     |             |                             |

Fonti: Enciclopedia del Football - A cura di Roberto Mezzetti

##### Regionalliga
| Stagione | regular season | regular season | regular season | regular season | regular season | regular season | playoff | playoff | playoff | playoff | playoff | playoff   | playoff    |
|          | Vin            | Par            | Per            | Tot            | PF             | PS             | Vin     | Per     | Tot     | PF      | PS      | risultato | avversaria |
| -------- | -------------- | -------------- | -------------- | -------------- | -------------- | -------------- | ------- | ------- | ------- | ------- | ------- | --------- | ---------- |
| 2002     | 5              | 1              | 4              | 10             | 201            | 167            | -       | -       | -       | -       | -       | -         | -          |
| 2003     | 5              | 0              | 9              | 14             | 264            | 260            | -       | -       | -       | -       | -       | -         | -          |
| 2004     | 0              | 0              | 10             | 10             | 0              | 200            | -       | -       | -       | -       | -       | -         | -          |
| 2007     | 0              | 0              | 10             | 10             | 34             | 303            | -       | -       | -       | -       | -       | -         | -          |
| Totale   | 10             | 1              | 33             | 44             | 499            | 930            | -       | -       | -       | -       | -       |           |            |

Fonti: Enciclopedia del Football - A cura di Roberto Mezzetti

##### Oberliga/Landesliga (quarto livello)
| Stagione | regular season | regular season | regular season | regular season | regular season | regular season | playoff | playoff | playoff | playoff | playoff | playoff   | playoff    |
|          | Vin            | Par            | Per            | Tot            | PF             | PS             | Vin     | Per     | Tot     | PF      | PS      | risultato | avversaria |
| -------- | -------------- | -------------- | -------------- | -------------- | -------------- | -------------- | ------- | ------- | ------- | ------- | ------- | --------- | ---------- |
| 1990     | 1              | 0              | 7              | 8              | 26             | 357            | -       | -       | -       | -       | -       | -         | -          |
| 1999     | 4              | 1              | 4              | 9              | 129            | 160            | -       | -       | -       | -       | -       | -         | -          |
| 2000     | 2              | 0              | 7              | 9              | 98             | 231            | -       | -       | -       | -       | -       | -         | -          |
| 2001     | 9              | 0              | 1              | 10             | 416            | 70             | -       | -       | -       | -       | -       | -         | -          |
| 2005     | 4              | 0              | 6              | 10             | 140            | 214            | -       | -       | -       | -       | -       | -         | -          |
| 2006     | 7              | 0              | 3              | 10             | 222            | 130            | -       | -       | -       | -       | -       | -         | -          |
| 2008     | 5              | 0              | 5              | 10             | 148            | 213            | -       | -       | -       | -       | -       | -         | -          |
| 2017     | 4              | 0              | 4              | 8              | 162            | 218            | -       | -       | -       | -       | -       | -         | -          |
| 2018     | 7              | 0              | 5              | 12             | 290            | 186            | -       | -       | -       | -       | -       | -         | -          |
| 2019     | 3              | 4              | 3              | 10             | 170            | 163            | -       | -       | -       | -       | -       | -         | -          |
| Totale   | 46             | 5              | 45             | 96             | 1801           | 1942           | -       | -       | -       | -       | -       |           |            |

Fonti: Enciclopedia del Football - A cura di Roberto Mezzetti

##### Verbandsliga/Landesliga (quinto livello)
| Stagione | regular season | regular season | regular season | regular season | regular season | regular season | playoff | playoff | playoff | playoff | playoff | playoff   | playoff             |
|          | Vin            | Par            | Per            | Tot            | PF             | PS             | Vin     | Per     | Tot     | PF      | PS      | risultato | avversaria          |
| -------- | -------------- | -------------- | -------------- | -------------- | -------------- | -------------- | ------- | ------- | ------- | ------- | ------- | --------- | ------------------- |
| 1997     | 5              | 0              | 5              | 10             | 128            | 103            | -       | -       | -       | -       | -       | -         | -                   |
| 1998     | 7              | 0              | 1              | 8              | 201            | 61             | -       | -       | -       | -       | -       | -         | -                   |
| 2013     | 5              | 0              | 7              | 12             | 284            | 289            | -       | -       | -       | -       | -       | -         | -                   |
| 2014     | 7              | 0              | 3              | 10             | 312            | 195            | -       | -       | -       | -       | -       | -         | -                   |
| 2015     | 6              | 0              | 0              | 6              | 290            | 31             | 0       | 1       | 1       | 12      | 22      | Finale    | Berlin Thunderbirds |
| 2016     | 8              | 0              | 2              | 10             | 317            | 111            | -       | -       | -       | -       | -       | -         | -                   |
| Totale   | 38             | 0              | 18             | 56             | 1532           | 790            | 0       | 1       | 1       | 12      | 22      |           |                     |

Fonti: Enciclopedia del Football - A cura di Roberto Mezzetti

##### Landesliga (sesto livello)
| Stagione | regular season | regular season | regular season | regular season | regular season | regular season | playoff | playoff | playoff | playoff | playoff | playoff   | playoff    |
|          | Vin            | Par            | Per            | Tot            | PF             | PS             | Vin     | Per     | Tot     | PF      | PS      | risultato | avversaria |
| -------- | -------------- | -------------- | -------------- | -------------- | -------------- | -------------- | ------- | ------- | ------- | ------- | ------- | --------- | ---------- |
| 1995     | 0              | 0              | 8              | 8              | 68             | 347            | -       | -       | -       | -       | -       | -         | -          |
| 1996     | 4              | 0              | 4              | 8              | 112            | 176            | -       | -       | -       | -       | -       | -         | -          |
| Totale   | 4              | 0              | 12             | 16             | 180            | 523            | -       | -       | -       | -       | -       |           |            |

Fonti: Enciclopedia del Football - A cura di Roberto Mezzetti

## Palmarès
Berlin Kobra Ladies (squadra femminile)
- 12 Ladies Bowl: 2007-2013, 2015-2019